# Ugatame Corona
Ugatame Corona est une corona, formation géologique en forme de couronne, située sur la planète Vénus par -76,5° S et 255° E. Elle est localisée dans le quadrangle d'Hurston. Elle a été nommée en référence à Ugatame, déesse grand-mère des Kapauku (Papouasie/Mélanésie). 

## Géographie et géologie
Ugatame Corona couvre une surface circulaire d'environ 370 km de diamètre. 